# Minié-projektil
Minié-projektilet (eller minie-kuglen) er en type af kugle til en forladet riffel, som blev opkaldt efter én af sin udviklere Claude-Étienne Minié. Den blev kendt under Krimkrigen og den Amerikanske borgerkrig
Den blev opfundet i 1840'erne af de franske hærkaptajner Montgomery og Henri-Gustove Delvigne, og var designet til at tillade hurtig genladning og skydning af rifler. En fornyelse som foranledigede en storstilet brug af riflen som soldatens standardvåben. Udseendet af kuglen var blevet foreslået i 1823, men blev dengang ikke indført.
Kuglen var en konisk-cylindrisk kugle af blødt bly, en smule mindre end løbets kaliber og havde oprindelig 4 fedtfyldte skurer og en konisk hulhed i bunden. Som designet af Minié havde kuglen en lille jernprop i bunden, som skulle presse kuglen fremad og under tryk fra krudtgasserne udvide kuglen, så den passede tæt i løbet og gribe fat i riflingen. I den udgave, som blev indført i USA før borgerkrigen, blev bunden gjort tyndere og jernproppen udeladt, da trykket fra krudtet var tilstrækkeligt til at udnytte riflingen. Der blev også kun brugt 3 skurer i stedet for 4.
I den indførte udgave kunne kuglen hurtigt fjernes fra sin papirpatron, og med krudtet drysset ned gennem løbet og kuglen trykket ned forbi riflingen og eventuelle krudtrester blev den stødt på plads med ladestokken hvilket sikrede, at ladningen var sammenpresset, og at den hule bund var fyldt med krudt.
Når den blev afskudt, trykkede de ekspanderende gasser kraftigt på bunden af kuglen og pressede den ud i riflingen. Det gav kuglen spin, hvilket forbedrede træfsikkerheden, en bedre forsegling, hvilket betød mere ensartet hastighed og længere rækkevidde og rensede samtidig løbet for krudtslam. En test i Vincennes i 1849 viste, at på 15 meters afstand kunne kuglen gennemtrænge to brædder af poppeltræ som hver var 17 mm tykke og stod med 50 cm afstand. Soldater på den tid hævdede, at kuglen på 1.100 meters afstand kunne gennemtrænge en soldat og hans rygsæk og stadig dræbe enhver, der stod bag ham. Den kunne også dræbe samtlige personer i en række på 15.
Minie-projektilet afstedkom skrækkelige sår på dem, som blev ramt i kamp. De storkalibrede projektiler knuste let knogler, og ofte valgte kirurgerne at amputere lemmer frem for at risikere efterfølgende infektion og koldbrand. Den amerikanske borgerkrig, hvor der ofte var mange tusinde infanterister udstyret med denne type riffel, oplevede tab i en størrelsesorden, som var utænkelig for samtidens strateger.
I 1846 blev alle franske enheder i Afrika udstyret med Minié-rifler. De blev i begrænset omfang anvendt i Krimkrigen, men var almindelig anvendt under den amerikanske borgerkrig. Brugen af denne ammunition tillod infanterister at skyde flere skud pr. minut og forøgede dermed farligheden af våbnene på slagmarken og gjorde den hidtidige napoleonske taktik på slagmarken forældet.